# Slottsbron, Halmstad
För orten i Värmland, se Slottsbron. för bron i Jönköping, se Slottsbron, Jönköping

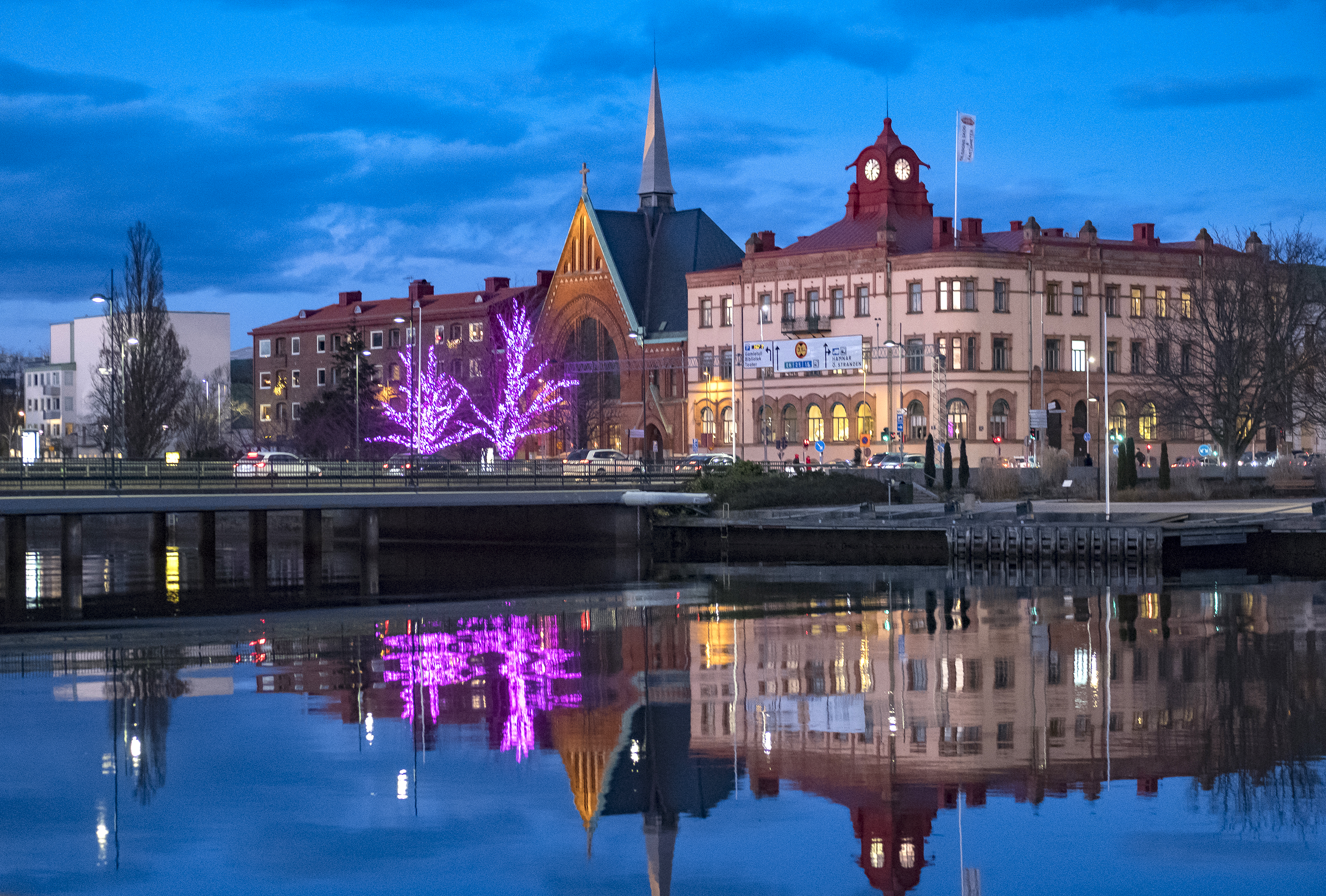
Slottsbron mot Östra förstaden. I bakgrunden ses Immanuelskyrkan och Riksbankshuset.

Slottsbron är en vägbro över Nissan i Halmstad. Namnet kommer av Halmstads slott som ligger nära det västra brofästet.
Slottsbron började byggas 1954 och invigdes den 28 juni 1956. Den kompletterade den äldre huvudbron Österbro och ersatte den rodda personfärja som funnits vid samma plats sedan 1902. Slottsbron är den mest trafikerade av de tre broarna för biltrafik över Nissan i Halmstad, och den bro som ligger närmast åmynningen. En ny vägbro längre söderut planeras dock (2024).